# Sophie Kovess-Brun
Sophie Kovess-Brun est une scénariste française. 

## Biographie
Sophie Kovess-Brun est née en France mais a grandi au Canada.
Elle écrit en duo avec Erwan Augoyard depuis ses études à l'université.
Depuis 2005, Sophie Kovess-Brun a travaillé sur plusieurs séries TV (Septième Ciel Belgique, Seconde Chance, Chante !, eLegal et Engrenages), pour la télévision belge (RTBF) et française (TF1, France Télévisions, Canal+).
À partir de 2011, elle travaille sur la série À tort ou à raison, dont elle co-écrit les 14 épisodes en duo avec Erwan Augoyard. La série est sélectionnée en compétition officielle au Festival de la fiction TV de La Rochelle en 2013.
Elle fait ses premiers pas dans le cinéma en co-écrivant la comédie Tu veux ou tu veux pas de Tonie Marshall, avec Sophie Marceau et Patrick Bruel, sortie en 2014 sur les écrans, et travaille aussi avec Josée Dayan.
En 2015, elle travaille sur le développement d'un nouveau projet de série TV eLegal , retenu par la RTBF, créée avec Erwan Augoyard avec la collaboration de Christophe Beaujean. La série compte 10 épisodes de 52 min, sa diffusion est prévue dans le courant 2018 sur la RTBF. 
À la suite de sa maternité, elle se penche vers la littérature jeunesse et écrit en 2015 l'ouvrage jeunesse Le voyage de June, illustré par Sandrine Revel, aux éditions Des Ronds dans l'O. Le livre évoque l'homosexualité féminine et l'homoparentalité, par le biais des « deux mamans » de June.
En 2016, elle rejoint avec Erwan Augoyard l'équipe d'auteurs d'Engrenages, série phare de Canal+, pour la saison 6 (épisode 4 & 8) dont la diffusion commence en septembre 2017 puis pour la saison 7 actuellement en écriture.
Ils co-écrivent également le scénario de François Valla, VERSUS, un long métrage de genre tourné au Cap Ferret à l'automne 2017.

## Filmographie
- 2004 : Dedans-dehors (court métrage)
- 2006-2007 : Septième Ciel Belgique (série)
- 2009 : Chante ! (série)
- 2011 : Seconde Chance (série)
- 2011-2012 : À tort ou à raison (série)
- 2014 : Tu veux ou tu veux pas (long métrage)
- 2016-2017 : Engrenages (série) - Saison 6 épisodes 4 et 8
- 2017 : eLegal (série)
- 2017 : Versus (long métrage)

## Ouvrage jeunesse
- Sophie Kovess-Brun, illustré par Sandrine Revel, Le voyage de June, éditions Des Ronds dans l'O, 2015 [présentation en ligne]